# Sophiedela
De Afro-Europese Vrouwenbeweging Sophiedela is een in Nederland opgerichte organisatie die tot doel heeft het bewustzijn ten aanzien van racisme te vergroten.
Sophiedela werd in 1986 gestart als sport- en sociale organisatie en werd in 1992 omgevormd naar een stichting die zich richt op vrouwen met Afrikaanse roots. De drijvende kracht achter de oprichting was Barryl Biekman. In deze jaren hielden zich in Europa veel mensenrechtenorganisaties bezig met de erkenning van het slavernijverleden, wat in 2001 in Frankrijk leidde tot het aannemen van de Wet Taubira.
In 1995 werd publiekelijk voor het eerst de afschaffing van de slavernij in het Koninkrijk der Nederlanden herdacht. In 1998 overhandigden leden van Sophiedela een petitie voor de erkenning van trans-Atlantische slavenhandel aan de Tweede Kamer, waardoor het Nederlandse aandeel in de slavernij op de nationale agenda kwam te staan. In de petitie werd opgeroepen tot de oprichting van het Nationaal monument slavernijverleden, die er vier jaar later kwam. Op 1 juli 2002 werd deze in het Oosterpark in Amsterdam onthuld door door koningin Beatirx en premier Wim Kok.